# Division cellulaire
Pour les articles homonymes, voir division (homonymie).

Schémas des différents types de divisions cellulaires.

La division cellulaire est le mode de multiplication de toute cellule. Elle lui permet de se diviser en plusieurs cellules (deux le plus souvent). C'est donc un processus fondamental dans le monde vivant, puisqu'il est nécessaire à la régénération de tout organisme.
- Chez les Eucaryotes — caractérisés principalement par des cellules qui possèdent un noyau — il y a deux types de division cellulaire :
  - La mitose qui n'autorise qu'une multiplication asexuée; elle permet la régénération d'un organe, et aussi la croissance.
  - La méiose qui permet la reproduction sexuée.

- Chez les procaryotes, la division cellulaire se fait par scissiparité (ou bipartition). Ces cellules ont généralement un seul chromosome qui se réplique avant que les deux chromosomes s'écartent et que le reste de la cellule se divise à son tour.

Des dérèglements des divisions cellulaires peuvent être à l'origine de tumeurs et de Cancers. La prolifération cellulaire anarchique est à distinguer de la régénération normale des cellules. Afin de comprendre les mécanismes sous-jacents à cette division, de nombreuses espèces modèles ont été étudiées parmi lesquelles les levures Schizosaccharomyces pombe et Saccharomyces cerevisiae, mais aussi le développement embryonnaire du xénope.

## Cytocinèse et caryocinèse
On peut distinguer, dans la mitose, deux phases : la cytocinèse et la caryocinèse. La première correspond à la division de la cellule, alors que la seconde correspond à la division du noyau. Cette dernière n'est évidemment présente que chez les Eucaryotes.
Dans certains cas, il peut y avoir caryocinèse sans cytocinèse, par exemple lors des premières divisions du développement embryonnaire de la drosophile, il y a formation de nombreux noyaux sans cellularisation. On obtient alors un syncitium. On observe le même phénomène lors des phases précoces d'infection d'un globule rouge par l'agent du paludisme, Plasmodium.

## Inversion du processus de division
En avril 2006, l'Oklahoma International Medical Research Foundation  affirme avoir découvert un processus inversant la division cellulaire, ce qui pourrait conduire à de nouveaux procédés de lutte contre le cancer (ainsi qu'à de nouvelles armes empêchant la cicatrisation des plaies). Cette découverte a été annoncée par la revue Nature dans son numéro du 13 avril 2006.
- L'article de Nature (anglais, PDF).
- Résumé en HTML